# Borowa (powiat mielecki)
Borowa – wieś w Polsce, położona w województwie podkarpackim, w powiecie mieleckim, w gminie Borowa.
Miejscowość jest siedzibą gminy Borowa a także rzymskokatolickiej parafii św. Mikołaja Biskupa.
| SIMC    | Nazwa     | Rodzaj     |
| ------- | --------- | ---------- |
| 0645464 | Błonie    | część wsi  |
| 0645530 | Ciechowa  | przysiółek |
| 0645547 | Folwark   | przysiółek |
| 0645553 | Gizowa    | przysiółek |
| 0645470 | Górki     | część wsi  |
| 0645487 | Kolonia   | część wsi  |
| 0645493 | Lisówek   | część wsi  |
| 0645501 | Miasto    | część wsi  |
| 0645560 | Mysonówka | przysiółek |
| 0645518 | Piasek    | część wsi  |
| 0645524 | Za Siciną | część wsi  |

W latach 1954–1972 wieś należała i była siedzibą władz gromady Borowa. W latach 1975–1998 miejscowość należała administracyjnie do województwa rzeszowskiego.
Ważniejsze obiekty
- Stara synagoga w Borowej
- Nowa synagoga w Borowej

Urodzeni
- Antoni Wiącek (ur. 11 lutego 1889, zm. wiosną 1940 w Katyniu) – major piechoty Wojska Polskiego, kawaler Orderu Virtuti Militari, ofiara zbrodni katyńskiej.